# 志摩郡 (福岡県)
- 令制国一覧 > 西海道 > 筑前国 > 志摩郡
- 日本 > 九州地方 > 福岡県 > 志摩郡

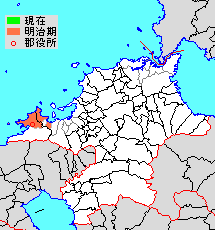
福岡県志摩郡の位置

志摩郡（しまぐん）は、福岡県（筑前国）にあった郡。

## 郡域
1878年（明治11年）に行政区画として発足した当時の郡域は、下記の区域にあたる。
- 福岡市
  - 西区の一部（概ね今宿青木、今宿町、西都、横浜、田尻東、田尻、泉より北西）
- 糸島市の一部（概ね志摩小富士、荻浦、美咲が丘、大浦、南風台、前原駅南、前原南、伊都の杜、波多江以北）

## 歴史

### 古代

#### 郡司一覧
少領
- 中臣志悲加比

### 近世以降の沿革
- 明治初年時点では全域が筑前福岡藩領であった。「旧高旧領取調帳」に記載されている明治初年時点での村は以下の通り。（49村）

元岡村、青木村、谷村、女原村、田尻村、太郎丸村、志登村、板持村、高田村、池田村、波多江村、潤村、桜井村、西浦村、宮浦村、小田村、草場村、桑原村、今津村、御床村、泊村、浦志村、前原村、荻浦村、大浦村、新田村、油比村、津和崎村、馬場村、松隈村、初村、師吉村、辺田村、久家村、船越村、新町村、岐志村、姫島村、芥屋村、東貝塚村、西貝塚村、小金丸村、稲留村、井田原村、吉田村、野北村、玄界島村、今出村、小呂島村
- 明治4年7月14日（1871年8月29日） - 廃藩置県により福岡県の管轄となる。
- 明治11年（1878年）11月1日 - 郡区町村編制法の福岡県での施行により、行政区画としての志摩郡が発足。「怡土志摩郡役所」が前原村に設置され、怡土郡とともに管轄。

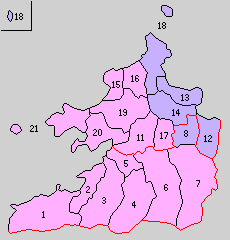
11.前原村 12.今宿村 13.今津村 14.元岡村 15.野北村 16.桜井村 17.波多江村 18.小田村 19.可也村 20.小富士村 21.芥屋村（紫：福岡市 桃：糸島市 1 - 8は怡土郡）

- 明治22年（1889年）4月1日 - 町村制の施行により、以下の各村が発足。特記以外は全域が現・糸島市。（11村）
  - 前原村 ← 油比村、泊村、浦志村、前原村、新田村、荻浦村、大浦村
  - 今宿村 ← 谷村、青木村、怡土郡上原村、徳永村［一部］（現・福岡市）
  - 今津村（単独村制。現・福岡市）
  - 元岡村 ← 田尻村、太郎丸村、今出村、桑原村、元岡村（現・福岡市）
  - 野北村（単独村制）
  - 桜井村（単独村制）
  - 波多江村 ← 板持村、高田村、池田村、波多江村、志登村、潤村
  - 小田村 ← 宮浦村、西浦村、玄界島村、小呂島村、小田村、草場村（現・福岡市）
  - 可也村 ← 津和崎村、初村、師吉村、井田原村、吉田村、稲留村、小金丸村、馬場村、松隈村
  - 小富士村 ← 御床村、辺田村、久家村、船越村、東貝塚村、西貝塚村
  - 芥屋村 ← 芥屋村、岐志村、新町村、姫島村
  - 女原村が怡土郡周船寺村の一部となる。
- 明治29年（1896年）4月1日 - 郡制の施行のため、「怡土志摩郡役所」の管轄区域をもって糸島郡が発足。同日志摩郡廃止。

## 行政
怡土・志摩郡長
| 代 | 氏名 | 就任年月日                | 退任年月日                | 備考                           |
| -- | ---- | ------------------------- | ------------------------- | ------------------------------ |
| 1  |      | 明治11年（1878年）11月1日 |                           |                                |
|    |      |                           | 明治29年（1896年）3月31日 | 怡土郡との合併により志摩郡廃止 |